# アンドレア・ストヤディノフ
アンドレア・ストヤディノフ（Andrea Stojadinov 2000年6月20日- ）はセルビアの柔道家。階級は48kg級。得意技は双手背負投、横落、三角からの崩上四方固。

## 人物
柔道は2歳の時に兄とともに始めた。2016年のヨーロッパカデ選手権48kg級で3位になると、2017年のヨーロッパカデ選手権で2位、ヨーロッパユースオリンピックフェスティバルでは優勝したものの、世界カデでは渡邉愛子に敗れるなどして5位にとどまった。U23ヨーロッパ選手権では2位になった。2018年の世界ジュニアでは準々決勝で芳田真に反則負けするも3位になった。U23ヨーロッパ選手権では優勝した。2019年の世界ジュニアは準決勝で古賀若菜と対戦すると、肩車で技ありを先取しながら片手絞で逆転負けするも、3位決定戦で渡邉愛子を横車で破って3位になった。U23ヨーロッパ選手権でも3位だった。2020年のグランドスラム・ブダペストでは準々決勝でオリンピックチャンピオンであるアルゼンチンのパウラ・パレトに技ありで敗れるも、その後の敗者復活戦を勝ち上がって3位になった。ヨーロッパジュニアでは優勝した。ヨーロッパ選手権では2位だった。2021年の東京オリンピックにはミリカ・ニコリッチがいたために出場できなかった。U23ヨーロッパ選手権では優勝した。2023年のグランドスラム・タシケントでIJFワールド柔道ツアー初優勝を飾った。続くグランドスラム・トビリシでは決勝で同僚のニコリッチに反則負けして2位だった。2024年のパリオリンピックもニコリッチに出場を譲る格好となった。
IJF世界ランキングは2285ポイント獲得で22位(25/2/17現在)。

## 主な戦績
- 2016年 - ヨーロッパカデ選手権　3位
- 2017年 - ヨーロッパカデ選手権　個人戦　2位　団体戦　3位
- 2017年 - ヨーロッパユースオリンピックフェスティバル　個人戦　優勝　団体戦　3位
- 2017年 - 世界カデ　5位
- 2017年 - U23ヨーロッパ選手権　2位
- 2018年 - ヨーロッパジュニア　7位
- 2018年 - 世界ジュニア　3位
- 2018年 - U23ヨーロッパ選手権　優勝
- 2019年 - 世界ジュニア　3位
- 2019年 - U23ヨーロッパ選手権　3位
- 2020年 -　グランドスラム・ブダペスト　3位
- 2020年 - ヨーロッパジュニア　優勝
- 2020年 - ヨーロッパ選手権　2位
- 2021年 -　グランドスラム・テルアビブ　3位
- 2021年 -　グランドスラム・タシケント　3位
- 2021年 - U23ヨーロッパ選手権　優勝
- 2023年 -　グランドスラム・タシケント　優勝
- 2023年 -　グランドスラム・トビリシ　2位
- 2023年 -　グランプリ・ドゥシャンベ　3位
- 2023年 -　グランプリ・ザグレブ　5位
- 2024年 - グランドスラム・アブダビ　2位
- 2025年 - グランドスラム・パリ　5位
- 2025年 - グランドスラム・バクー　3位
- 2025年 - ヨーロッパ選手権　3位

(出典、JudoInside.com)